# Gabriele Münter (Kandinskij)
Gabriele Münter è un dipinto a olio su tela (45x45 cm) realizzato nel 1905 dal pittore Vasily Kandinsky. È conservato nella Städtische Galerie im Lenbachhaus di Monaco.